# Anthony Parker
Anthony Michael Parker (nascut el 19 de juny de 1975 a Des Moines, Iowa) és un exjugador professional de bàsquet, retirat al finalitzar la temporada 2012. El seu últim club fou els Cleveland Cavaliers. Abans havia destacat als Toronto Raptors de l'NBA i sobretot a la seva etapa europea al Maccabi Tel Aviv, on va guanyar cinc lligues i copes nacionals, tres Eurolligues i dos MVP d'aquest torneig.

## Carrera

### Universitat i inicis a l'NBA
Parker va jugar al bàsquet a l'Institut Naperville Central i més tard a la Universitat de Bradley, on va fer una mitjana al seu tercer any de 18.9 punts per partit amb un 42% de llançaments de tres, i es va convertir en el MVP de la Missouri Valley Conference.
Posteriorment, va ser seleccionat en la 21a posició del Draft de l'NBA de 1997 per New Jersey Nets, encara que va ser immediatament traspassat a Philadelphia 76ers. A les dues campanyes que va passar en els 76ers, Parker va estar molt castigat per les lesions, jugant 39 partits de temporada regular i anotant un total de 74 punts. En la temporada 1999-2000 va ser traspassat a l'Orlando Magic junt amb Harvey Grant per Billy Owens. En els Magic la cosa en va canviar poc, amitjanant 3,6 punts i 1,7 rebots en 16 partits abans de ser tallat el gener de 2000. Va finalitzar la temporada jugant a Quad City Thunder de la CBA, amb una mitjana d'11,5 punts en 26 partits.

### Europa

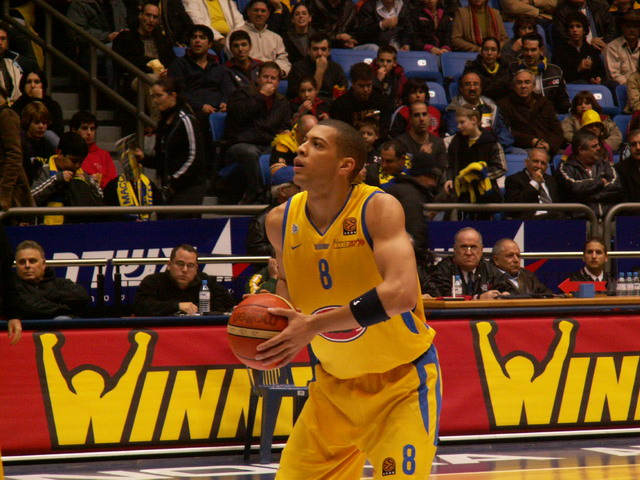
Parker va liderar el Maccabi Tel Aviv a molts títols.

A la campanya 2000-01, Parker va fitxar pel Maccabi Tel Aviv. Va ser fitxat per omplir el buit que deixava la retirada de Doron Sheffer, i va liderar l'equip en anotació, rebots, taps, i a més es va guanyar el públic amb els seus mates. El seu primer any en el Maccabi, va guanyar la lliga, la copa i la Suproleague. En la següent temporada, la 2001-02, els èxits van continuar, alçant-se de nou amb els dos títols domèstics i arribant a la Final Four de l'Eurolliga.
Parker va abandonar Israel el 2002 i al gener de 2003 va fitxar per la Virtus Roma, jugant 27 partits de lliga i amitjanant 14.5 punts per partit i 5.6 rebots. Tanmateix, mig any va tornar al Maccabi, ajudant-lo el 2004 i 2005 a guanyar la lliga, la copa i l'Eurolliga. El 2004 va ser nomenat MVP de la Final Four de l'Eurolliga, i el 2005 MVP de l'Eurolliga i inclòs en el millor equip del torneig. En la seva última temporada a Israel, va guanyar de nou els campionats nacionals, però aquesta vegada va caure a la final de l'Eurolliga davant de PBC CSKA Moscow per 73-69. Una vegada més, va ser nomenat MVP de l'Eurolliga i per primera vegada va ser inclòs en el millor quintet.
Després de tenir una mitjana de 13,6 punts, 4,8 rebots i 1,8 robades en la seva carrera a la lliga israeliana, i 15,8 punts, 5,7 rebots i 1,6 robades a l'Eurolliga, Parker tornava a l'NBA firmant com a agent lliure amb Toronto Raptors.

### Tornada a l'NBA
Parker tornava a l'NBA després d'un llarg període a Europa, i ho feia a Toronto Raptors, curiosament equip que va derrotar a l'Air Canada Centre quan defensava els colors del Maccabi a l'octubre de 2005, anotant la cistella vencedora. Va firmar per quatre anys a raó de 12 milions de dòlars, compartint equip amb veterans d'Europa com Jorge Garbajosa i José Calderón. En la seva primera temporada en els Raptors va sorprendre pel seu alt rendiment, amitjanant 12,4 punts, 3,9 rebots i 2,1 assistències, i liderant el seu equip en percentatge de triples i tirs lliures. La seva versatilitat va ser peça clau per al conjunt canadenc s'alcés amb el seu primer títol de divisió, entrés en playoffs després de cinc anys i aconseguís el millor balanç de la seva curta història.